# Pot spominov in tovarištva
Pot spominov in tovarištva (kratica PST ali POT), tudi Pot ob žici, je 32,5 km dolga pot okrog Ljubljane. Speljana je po trasi bodeče žice, ki je med 2. svetovno vojno (med 23. februarjem 1942 in 26. majem 1945) omejevala mesto.

## Potek poti
Pot poteka skozi mestne četrti, ki obkrožajo središče Ljubljane. Začetek poti je prepuščen individualni odločitvi. Če začnemo na kontrolni točki št.1 (četrtna skupnost Vič) in v smeri urinega kazalca obkrožimo mesto, nas pot najprej pelje okrog hriba Rožnik, skozi Koseze in Šiško, Bežigrad, mimo Gramozne jame skozi pokopališče Žale, med stanovanjskimi bloki v Novih Jaršah, vzdolž Ljubljanske obvoznice do reke Ljubljanice (Polje), ob robu Fužin in Bizovika in čez hrib Golovec na Ljubljansko barje, kjer preko mestnih predelov Galjevica, Ilovica, Murgle in Mestni log sklenemo pot na Viču.
Ob poti stojita 102 spominska kamna, katerih postavitev so financirala različna ljubljanska podjetja, delovne organizacije, šole. Na krajih, kjer pot sekajo mestne vpadnice, stoji 6 večjih spomenikov. V času vojne je bil obseg mesta manjši, zato zdaj del poti poteka skozi stanovanjska naselja. Izven naseljenih področij je peščena pot speljana skozi drevorede, prečka pa tudi hrib Golovec. Na več mestih so zasajene skupine 88-ih dreves, ki nosijo ime »Drevored v spomin na tovariša Tita« (Tito je živel 88 let). Pot spominov in tovarištva je izjemna mestna infrastruktura, ki omogoča prebivalcem letno in zimsko rekreacijo, saj so v času snežne odeje na nenaseljenih področjih urejene tekaške steze.

## Zgodovina
Okupacija Ljubljane zaseda v zgodovini evropskih prestolnic posebno mesto, saj je bilo le malo naselij popolnoma okupiranih in tako rekoč spremenjenih v koncentracijsko taborišče. Žico je napeljala Italijanska kopenska vojska, mesto pa je ločevala od zaledja 1171 dni. Navkljub temu so po skrivnih prehodih pod žico prehajali ranjenci, partizani oziroma prebivalci, ki niso imeli dovoljenja za prehod te meje. Zato je po vojni postala simbol kljubovanja in upora okupatorju.

### Fortifikacija
Samo utrjevanje Ljubljane se je začelo 22. februarja 1942 zvečer na ukaz Visokega komisarja za Ljubljansko pokrajino Emilia Graziola in poveljnika 11. armadnega korpusa generala Maria Robottija. Prvotna gradnja, ki je bila začasna (bodeča žica, koli,...), je bila končana naslednjega dne ob 14.00 uri. Tega dne, 23. februarja, je Grazioli izdal še Prepoved izhoda iz mesta Ljubljane; s tem ukazom je omejil prihod in izhod na 11 cestnih prehodov (t. i. blokov), katere so lahko prečkale le osebe z dovoljenjem Komisariata. 24. februarja pa so sprožili prvo racijo v mestu, ki je trajala do 15. marca 1942 na različnih delih Ljubljane. Zaradi nekaterih porazov v maju 1942 je general Robotti 11. maja imenoval Posebno komisijo za zgraditev utrjenega zidu okoli Ljubljane, ki naj bi opravila pregled obstoječe infrastrukture in predlagala oz. načrtovala izgraditev nove. Ta fortifikacija je imela več namenov: obramba Ljubljane pred zunanjim napadom, obramba Ljubljane pred notranjim napadom, osamitev močnega odporniškega gibanja v mestu in prekinitev stikov med mestom, pomembnim logističnim in rekrutnim centrom ter okolico. Komisija je tako opravila svoje delo in začeli so se popravki. Na nekaterih odsekih so povečali obseg obroča, tako da je zajela tudi celotna naselja oz. območja (npr. Ljubljanske Žale), ki so bila do takrat izven obroča. Začeli so gradnjo bunkerjev, povečali število bodeče žice, zasedli oz. izselili nekatere okoliške hiše pri obroču (nekatere zaradi suma sodelovanja pri nelegalnem prehodu obroča, nekatere pa zaradi potrebe posadk na obroču so tako zasedli 12 hiš). Napeljali so telefonsko in električno omrežje, posekali gozdne površine ob žici,... Istočasno so 24. junija začeli drugo večjo preiskavo, ki je trajala do 1. julija (2858 meščanov so zaprli). 19. julija je general Robotti imenoval novo komisijo in ukazal hitrejše utrjevanje Ljubljane. Popolnoma so izselili še 42 hiš, postavili so španske jezdece, stražnice,... in razglasili policijsko uro. Septembra 1942 so sprožili še tretje utrjevanje žice, po napadu Tomšičeve brigade na Vevče.
Končni rezultat je bil sledeč: 29.663 m dolgi obroč je bil širok med 5 in 8 m ter visok do 2 m. V sestavi obroča je bilo 69 večjih bunkerjev, 11 izpostavljenih, 53 manjših in 73 notranjih bunkerjev; skupaj 206.
Obroč je opravljal svojo funkcijo  tudi pod osvoboditveno oblastjo Narodne vlade, vse do 26. maja 1945, na dan ko je v Ljubljano prišel Josip Broz Tito.

## Prireditve
Tradicionalni pohodi po nekdanji trasi žice potekajo od leta 1946 dalje.
Ko so leta 1957 v Ljubljani pripravljali prvi slovenski festival telesne kulture, so okrajni odbori Zveze borcev NOB predlagali, da bi se v okviru festivala organiziral partizanski pohod ob žici okupirane Ljubljane. Prvi pohod se je odvil v sklopu festivala telesne kulture 23. junija 1957. Prve ureditve in oznake poteka trase so nastale že leta 1959, ko so postavili prve spomenike. Leta 1972 so načrtovali ureditev peščenih poti z drevoredi.
Celotna ureditev te poti se je končala leta 1985 ko je Mestna občina Ljubljana na 40-obletnico osvoboditve, 9. maja, otvorila pešpot. V času Jugoslavije je bila udeležba vsakoletnega pohoda obvezna za vse ljubljanske šolarje, študente in delavce, ki so praviloma naredili živi obroč okrog mesta tako, da so se prijeli za roke. Po nastanku samostojne Republike Slovenije je postala udeležba na pohodu večinoma neobvezna, kljub temu pa se številni prebivalci odločijo za to pot, v nekaterih šolah pa je del obveznih športnih vsebin. Nekatere politične sile predlagajo novo ime Zeleni obroč, ki ima manjšo zgodovinsko konotacijo in je bolj nevtralno glede na dejstvo, da so nekateri prebivalci mesta sodelovali z okupatorjem.
V času pohoda ob žici poteka tudi tekmovanje Tek trojk oz. »Trojke« – 29- ali 12,5- kilometrski tek po PST.
Nekateri posamezni zgodovinarji, npr. Jurij Pavel Emeršič, povezuje tek trojk z likvidacijami varnostno-obveščevalne službe v letih 1941 in 1942, ki so bile organizirane v trojkah. Namesto osvoboditve naj bi torej trojke poveličevale nasilje enostrankarskega komunističnega sistema. Zgodba nima realne osnove, saj so ekipe prvih nekaj let tekle po trasi z nahrbtniki in puškami, kar nima nobene povezave z ilegalci in njihovo opremo. Kasneje so ekipe tekačev nastopale brez orožja, kar se nadaljuje do danes. 
Prireditev praviloma traja 3 dni, vsakoletne datume pa določajo dnevi četrtek, petek in sobota pred 9. majem. 1. dan je pohod organiziran za ljubljanske vrtce, 2. dan za šolarje in 3. dan za občane. Udeleženci pohoda prejmejo papirnato zloženko, pri obisku vsake od osmih kontrolnih točk pa nanjo dobijo žig in podatek o času obiska. Prireditev poteka med 6. in 17. uro, potem se kontrolne točke zaprejo. Kdor prehodi celoten obroč in zbere vse kontrolne žige, prejme medaljo.

### Kontrolne točke
1. križišče Tržaške ceste pri zgradbi Agrotehnike
2. Koseški bajer
3. križišče Dunajske in Tolstojeve ceste (pri AMZS)
4. Šmartinska cesta pri nakupovalnem središču BTC
5. Polje; Zaloška cesta
6. Grad Fužine
7. Kontrolna točka Golovec
8. križišče Dolenjske ceste in Peruzzijeve ulice
9. gostišče Livada ob Ljubljanici (Trnovo)

### Priznanja
- za enkratno prehojeno pot: bronasta medalja
- za petkratno prehojeno pot: srebrna medalja
- za desetkratno prehojeno pot: zlata medalja